# La Caja
La Caja är en ort i Mexiko.   Den ligger i kommunen Lagunillas och delstaten Michoacán de Ocampo, i den södra delen av landet, 240 km väster om huvudstaden Mexico City. La Caja ligger 2 122 meter över havet och antalet invånare är 606.
Terrängen runt La Caja är kuperad. Runt La Caja är det tätbefolkat, med 493 invånare per kvadratkilometer. Närmaste större samhälle är Pátzcuaro, 20,0 km väster om La Caja. I omgivningarna runt La Caja växer huvudsakligen savannskog.